# 투발루 주재 외국공관 목록
투발루 주재 외국공관 목록은 투발루에 상주하고 있는 외국 공관을 나열하는 목록이다. 투발루에 대사관이 상주하는 국가는 중화민국 뿐이며, 다른 비상주 공관국은 피지 수바, 뉴질랜드 웰링턴, 오스트레일리아 캔버라 등 다른 곳에서 겸임하고 있다.

## 대사관
- 푸나푸티 :  타이베이

## 비상주공관
| - 오스트레일리아 (수바) - 오스트리아 (캔버라) - 벨기에 (웰링턴) - 브라질 (웰링턴) - 캐나다 (웰링턴) - 콜롬비아 (캔버라) - 체코 (쿠알라룸푸르) - 덴마크 (캔버라) - 유럽 연합 (수바) - 핀란드 (캔버라) - 프랑스 (수바) - 독일 (웰링턴) - 아일랜드 (뉴욕) - 이스라엘 (예루살렘) - 이탈리아 (웰링턴) | - 일본 (수바) - 대한민국 (수바) - 레소토 (도쿄도) - 말레이시아 (수바) - 멕시코 (웰링턴) - 뉴질랜드 (수바) - 필리핀 (캔버라) - 폴란드 (캔버라) - 루마니아 (캔버라) - 슬로바키아 (캔버라) - 남아프리카 공화국 (캔버라) - 스위스 (캔버라) - 튀르키예 (웰링턴) - 영국 (수바) - 미국 (수바) |

## 같이 보기
- 투발루의 재외공관 목록